# 자위대법
「자위대법」(自衛隊法)은 자위대의 임무, 자위대 부대의 조직 및 편성, 자위대의 행동과 권한, 대원의 신분 등을 규정한 일본의 법률이다. 자위대에서는 줄여서 대법(隊法)이라고도 한다.
「자위대법」 제2조는 자위대를 방위대신·방위부대신·방위대신정무관·방위대신보좌관·방위대신정책참여·방위대신비서관과 방위성 사무차관·방위심의관과 방위성내부부국·방위 대학교·방위 의과대학교·방위회의·통합막료감부·정보본부·방위감찰본부·지방방위국·기타 기관과 육상자위대·해상자위대·항공자위대·일본 방위장비청이라고 규정하고 있다.
「방위성 설치법」과 함께 방위 2법으로 불린다.

## 구성
- 제1장 총칙 (제1조~제6조)
- 제2장 지휘감독 (제7조~제9조의2)
- 제3장 부대
  - 제1절 육상자위대 부대의 조직 및 편성 (제10조~제14조)
  - 제2절 해상자위대 부대의 조직 및 편성 (제15조~제19조)
  - 제3절 항공자위대 부대의 조직 및 편성 (제20조~제21조)
  - 제4절 공동부대 (제21조의2)
  - 제5절 부대 편성의 특례와 위임 규정 (제22조~제23조)
- 제4장 기관 (제24조~제30조)
- 제5장 대원
  - 제1절 통칙 (제31조~제34조)
  - 제2절 임면 (제35조~제41조)
  - 제3절 분한, 징계와 보장 (제42조~제51조)
  - 제4절 복무 (제52조~제65조)
  - 제5절 퇴직 관리
    - 제1관 이직 후의 취임에 관한 규제 (제65조의2~제65조의4)
    - 제2관 위반 행위에 관한 조사 등 (제65조의5~제65조의9)
    - 제3관 잡칙 (제65조의10~제65조의13)

  - 제6절 예비자위관등
    - 제1관 예비자위관 (제66조~제75조)
    - 제2관 즉응예비자위관 (제75조의2~제75조의8)
    - 제3관 예비자위관보 (제75조의9~제75조의13)
- 제6장 자위대의 행동 (제76조~제86조)
- 제7장 자위대의 권한 등 (제87조~제96조의2)
- 제8장 잡칙 (제97조~제117조의2)
- 제9장 벌칙 (제118조~제126조)
- 부칙

## 연혁
1950년 8월 10일 경찰예비대를 설치하기 위해 「경찰예비대령」이 제정되었고 1952년 4월 26일 해상경비대를 설치하기 위해 「「해상보안청법」의 일부를 개정하는 법률」이 공포됐다. 7월 31일 「보안청법」이 공포·시행되면서 「경찰예비대령」이 폐지되고 보안청이 설립됐다. 1954년 6월 9일 「보안청법」을 개정하여 「방위청 설치법」이 공포됐고 이와 함께 「자위대법」이 공포됐다. 두 법률은 7월 1일부터 시행됐다.
「경찰예비대령」은 '우리나라의 평화……를 유지하여'라고 규정하여 정령 제정의 목적이 국방에 있음을 에둘러 표했으며 '경찰력을 보조하여', '경찰 임무 범위에 한정하여' 등 어디까지나 경찰 부대로서의 성격을 강조하고 군대로서의 성격을 지니지 않음을 보였다. 하지만 「보안청법」은 '우리나라의 평화……를 유지하여'라는 문구가 유지되었지만 경찰 부대와 관련된 표현은 모두 제거됐다. 「자위대법」에 이르러서는 '침략에 대해 우리나라를 방위하는 것을 주된 임무로 한다'고 규정하여 「경찰예비대령」과 달리 법률의 제정 목적이 국방에 있음을 명확히 했고 질서 유지를 부차적인 것으로 밀어냈다. 시간이 지날수록 경찰 목적성이 감퇴하고 국방 목적성이 강조되는 것이 법령의 문구를 통해서도 보이지만 일본 이외의 나라에서 제정된 군법과 비교했을 때는 경찰 목적성이 비교적 강하게 남아 있다.
해상경비대를 창설하기 위해 개정된 「해상보안청법」은 '항구, 만, 해협, 기타 일본의 연안 수역에서 해상 안전을 확보한다'는 기존의 규정을 '해상에서 인명과 재산을 보호한다'로 고쳐졌다. 이를 계기로 일본 연안 수역에 한정되었던 해상보안청의 임무 범위가 넓어졌다.
2001년 개정된 「자위대법」은 경호 출동과 방위비밀을 누설한 민간인에 대한 처벌 규정이 추가되었다. 2005년 개정법에서는 미사일 방위 시스템 운용 방법을 규정했고 2006년 개정법에서는 유엔 평화유지군, 주변사태 발생 시 후방 지원 활동, 재외국민 수송을 자위대의 부수적인 임무에서 본래적인 임무로 끌어올렸다. 2007년 개정법에서는 부대 통합 운용을 위해 공동부대 조항을 신설했다.